# Clairin
Pour les articles homonymes, voir Clairin (homonymie).
Le Clairin est une boisson alcoolisée originaire d'Haïti.

## Histoire
Le Clairin est produit à partir du jus de canne à sucre, de fruits fermentés. Son processus de distillation est similaire à celui du rhum, mais non raffiné.
Il est généralement consommé par des personnes aux moyens limités, car le Clairin est beaucoup moins cher que le rhum. Il est produit dans des distilleries artisanales avec des outils rudimentaires. Elle est vendue en vrac et les acheteurs qui veulent la boire apportent leurs propres récipients, ou bien elle est conditionnée dans des bouteilles ou des récipients usagés.
En Haïti, le Clairin est préparé dans des distilleries appelées Guildives et est bu lors de certains rituels vaudous.
Le commerce illégal de cette boisson est également développé en République dominicaine, où elle a été introduite grâce à la contrebande à la frontière séparant les deux pays, et est fabriquée, vendue et consommée dans les mêmes conditions, et par le même segment de population mentionné ci-dessus. Il est également vendu dans les épiceries. Le gouvernement dominicain a pris des mesures pour empêcher la propagation de cette boisson. Il existe une variante dominicaine du Clairin, appelée Berunte, fermentée à partir de maïs (qui est la plus courante), de riz, de melon, d'ananas ou de blé.